# Sulța
Sulța – wieś w Rumunii, w okręgu Bacău, w gminie Agăș. W 2011 roku liczyła 685 mieszkańców.